# Guiglia
Guiglia est une commune de la province de Modène en Émilie-Romagne (Italie).

## Culture
Guiglia accueille un parc faunistique : le Parc dei Sassi di Roccamalatina.

## Administration
| Période                                  | Période  | Identité      | Étiquette | Qualité |
| ---------------------------------------- | -------- | ------------- | --------- | ------- |
| 14 juin 2004                             | En cours | Angelo Pasini |           |         |
| Les données manquantes sont à compléter. |          |               |           |         |

### Hameaux
Roccamalatina, Samone, Monteorsello, Castellino, Gainazzo, Pieve di Trebbio, Rocchetta

### Communes limitrophes
Castello di Serravalle (BO), Marano sul Panaro, Pavullo nel Frignano, Savignano sul Panaro, Zocca

### Évolution démographique
Habitants recensés

## Personnalités
- Franco Bortolani (1921-2004), homme politique, est né à Guiglia.